# Koper (Burkina Faso)
Koper (In Italiano Capodistria) è un dipartimento del Burkina Faso classificato come comune, situato nella provincia di Ioba, facente parte della Regione del Sud-Ovest.
Il dipartimento si compone del capoluogo e di altri 20 villaggi: Babora, Béné, Bingane, Binkola, Boulmontéon, Dalgane, Dibgho, Gorgane, Gourpouo, Kpaï, Lopal, Mèmer, Mougnoupèlè, Pirkon, Soo-Vovor, Tangbè, Toulpouo, Zingane, Zoner e Zopal.